# Faculdade Nacional de Filosofia
A Faculdade Nacional de Filosofia (FNFi) foi fundada em 4 de abril de 1939, pelo então Presidente Getúlio Vargas, através do Decreto-lei n.º 1.190. Foi extinta em 1968 pelo regime militar. Foi unificada, juntamente com outras faculdades, na Universidade do Brasil. Antes, chegou a ser denominada apenas Universidade do Rio de Janeiro, sendo depois renomeada para Universidade Federal do Rio de Janeiro (UFRJ).
Dez institutos da atual UFRJ têm sua origem na antiga Faculdade Nacional de Filosofia: 
- Escola de Comunicação
- Faculdade de Educação
- Faculdade de Letras
- Instituto de Biologia
- Instituto de Física
- Instituto de Geociências
- Instituto de Matemática
- Instituto de Química